# Roche Tower 3
Pour les articles homonymes, voir Roche Tower (homonymie).
La Roche Tower 3, également connue sous le nom de Tour Roche 3 ou Roche Tower (bâtiment 3), aurait été un gratte-ciel de 221 mètres de hauteur situé à Bâle, en Suisse. Elle aurait été le plus grand gratte-ciel de Suisse. Conçue par Herzog & de Meuron, cette tour faisait partie des Roche Towers, le siège social de l'entreprise pharmaceutique Roche.
La Tour Roche 3, imaginée par les architectes Herzog & de Meuron, aurait été construite dans le cadre d'une vaste restructuration du siège de Roche à Bâle, qui comprend actuellement les tours Roche 1 et Roche 2.